# Christopher Backus
Christopher Backus (Orange County, 30 oktober 1981) is een Amerikaans acteur. Na eenmalige gastrollen in Will & Grace en The O.C. maakte hij in 2006 zijn filmdebuut als Pete in de pokerfilm All In.

## Filmografie
- A Mother's Rage (2013, televisiefilm)
- Among Friends (2012)
- Besties (2012)
- Yellow Rock (2011)
- Union Square (2011)
- Elevator (2011)
- Switchback (2010)
- Hard Breakers (2010)
- 3 Days Gone (2008)
- Redline (2007)
- All In (2006)

## Privé
Backus trouwde op 11 juni 2004 met Mira Sorvino, met wie hij in 2004 dochter Mattea Angel kreeg, in 2006 zoon Johnny Christopher King, in 2009 zoon Holden Paul Terry en in 2012 dochter Lucia.